# 당 (기)
당(幢)은 법회 등 행사가 있을 때 절의 문 앞에 세우는 기이다.
머리장식에 따라 용두당(龍頭幢), 여의당(如意幢), 마니당(摩尼幢), 인두당(人頭幢)이라고 한다.
호암미술관에 소장되어 있는 금동 용두보당은 국보 제136호이다.

## 같이 보기
- 당간
- 당간지주